# پلیس آمریکایی (کمیک)
پلیس آمریکایی (به انگلیسی: Americop) یک شخصیت تخیلی و ابرقهرمانانه در کتاب‌های کامیک می‌باشد. این کاراکتر به دست مارک گرئونوالد و دیو هوور خلق شده و در کاپیتان آمریکا شماره ۴۲۸ام (جون ۱۹۹۴) معرفی شد.
جدا از کتاب‌های کامیک، شرکت مارول از پلیس آمریکایی در دیگر کالاهای خود از جمله پوشاک، اسباب‌بازی، ورق بازی، انیمیشن‌های تلویزیونی و بازی‌های رایانه‌ای استفاده کرده است.